# Stella Vosniadou
Stella Vosniadou (griechisch Στέλλα Βοσνιάδου, * 1946) ist eine international tätige griechische Psychologin und Hochschullehrerin aus den Bereichen der Kognitionspsychologie und Pädagogischen Psychologie. Sie ist emeritierte Professorin an der Nationalen und Kapodistrias-Universität Athen in Griechenland und derzeit Forschungsprofessorin am College of Education, Psychology and Social Work der Flinders University in Australien. Sie ist besonders für ihre Arbeiten zum Konzeptwechsel, der Veränderung vorwissenschaftlicher zu wissenschaftlichen Vorstellungen, bekannt geworden. Ihre Arbeiten dazu hatten und haben einen großen Einfluss auf Forschung in der Pädagogischen Psychologie und Entwicklungspsychologie sowie für die Entwicklung von Unterricht.

## Werdegang und Arbeitsschwerpunkte
Stella Vosniadou hat 1971 ihren Bachelorabschluss an der Brandeis University in den USA erworben, 1974 ihren Masterabschluss in Psychology and Education (etwa: Psychologie und Bildung) am Teachers College der Columbia University, USA, und ihren Doktor in Psychologie im Jahr 1979 an der Clark University, ebenfalls in den USA. In den Jahren von 1979 bis 1986 war sie als Postdoktorandin am Center for the Study of Reading, University of Illinois in Urbana-Champaign, USA. Eine erste Professur erhielt sie an der Universität von Thessaloniki, wo sie 1987 bis 1992 lehrte und forschte. Danach war sie bis zu ihrer Emeritierung Professorin für Psychologie an der Universität Athen. Derzeit ist sie Forschungsprofessorin an der Flinders University in Australien. Sie war Gastprofessorin oder Fellow an mehreren renommierten Universitäten, darunter Carnegie Mellon, Harvard und Stanford.    
Stella Vosniadous Arbeitsschwerpunkte liegen in den Bereichen Lernen, Konzeptentwicklung und Konzeptwechsel oder Konzeptwandel (englisch conceptual change) sowie in den letzten Jahren auch im Bereich des selbstregulierten Lernens. Konzepte im Sinne ihres Ansatzes beziehen sich auf Vorstellungen, die Menschen im Alltag von verschiedenen Sachverhalten haben, etwa dem Tag-Nacht-Zyklus, der Gravitation bzw. Kräften oder der Form der Erde. Auch mathematische Konzepte wie Brüche oder rationale Zahlen existieren als solche Vorstellungen. Von besonderem Interesse sind diese, wenn sie wissenschaftlichen Konzepten, wie sie Teil der Schul- oder auch Universitätsbildung sind, widersprechen. Die vorunterrichtlichen Vorstellungen, die Menschen aus Alltagserfahrungen oder Alltagssprache gewinnen, werden auch als Präkonzepte bezeichnet. Am häufigsten werden solche Präkonzepte in den Bereichen der Naturwissenschaften beschrieben und untersucht. Sie sind häufig resistent gegen Veränderung durch Schul- oder Hochschulbildung.
Daneben hat sich Stella Vosniadou auch mit den kognitiven Funktionen von Metaphern und Analogien, Theory of Mind und epistemologischen Aspekten von Lernen beschäftigt. In den letzten Jahren hat sie sich auch dem selbstregulierten Lernen sowie der Lehrkräfteforschung zugewandt.

## Auszeichnungen (Auswahl)
- Distinguished International Contributions to Child Development Research Award, Society for Research in Child Development, 2011[3]
- Member of the Academy of Europe (Academia Europaea)[4]
- Member of the Cyprus Academy of Sciences, Letters and Arts[5]
- Fellow, Cognitive Science Society[6]
- Fellow, American Educational Research Association[7]
- Member of the International Academy of Education[8]
- Vorsitzende des Vorstands der Cognitive Science Society (2012–2013)
- Präsidentin der European Association for Research in Learning and Instruction (1995–1997)

## Veröffentlichungen (Auswahl)
Stella Vosniadou hat mehr als 150 Veröffentlichungen, darunter primär Artikel in wissenschaftlichen Zeitschriften mit Peer-Review, aber auch Monographien und herausgegebene Bücher. Ihre Schriften wurden Stand 2024 mehr als 25.000 mal zitiert.
- S. Vosniadou, I. Darmawan, M. J. Lawson, P. Van Deur, D. Jeffries, M. Wyra: Beliefs about the self-regulation of learning predict cognitive and metacognitive strategies and academic performance in pre-service teachers. In: Metacognition and Learning. Band 16, Nr. 3, 2021, S. 523–554. doi:10.1007/s11409-020-09258-0
- M. J. Lawson, S. Vosniadou, P. Van Deur, M. Wyra, D. Jeffries: Teachers’ and students’ belief systems about the self-regulation of learning. In: Educational Psychology Review. Band 31, Nr. 1, 2019, S. 223–251. doi:10.1007/s10648-018-9453-7
- S. Vosniadou: Initial and scientific understandings and the problem of conceptual change. In: T. G. Amin, O. Levrini (Hrsg.): Converging perspectives on conceptual change: Mapping an emerging paradigm in the learning sciences. Routledge/Taylor & Francis Group, 2018, S. 17–25. doi:10.4324/9781315467139-4
- S. Vosniadou, I. Skopeliti: Is it the Earth that turns or the sun that goes behind the mountains? Students’ misconceptions about the day/night cycle after reading a science text. In: International Journal of Science Education. Band 39, Nr. 15, 2017, S. 2027–2051. doi:10.1080/09500693.2017.1361557
- S. Vosniadou: Examining cognitive development from a conceptual change point of view: The framework theory approach. In: European Journal of Developmental Psychology. Band 11, Nr. 6, 2014, S. 645–661. doi:10.1080/17405629.2014.921153
- S. Vosniadou: Conceptual metaphor meets conceptual change”: Yes to embodiment, no to fragmentation. In: Human Development. Band 52, Nr. 3, 2009, S. 198–204. doi:10.1159/000213892
- S. Vosniadou: Science education for young children: A conceptual-change point of view. In: O. A. Barbarin, B. H. Wasik (Hrsg.): Handbook of Child Development and Early Education: Research to Practice. The Guilford Press, 2009, S. 544–557.
- S. Vosniadou (Hrsg.).: International Handbook of Research on Conceptual Change. Routledge, New York 2008.
- S. Vosniadou: Conceptual change and education. In: Human Development. Band 50, Nr. 1, 2007, S. 47–54. doi:10.1159/000097684
- S. Vosniadou, L. Verschaffel: Extending the conceptual change approach to mathematics learning and teaching. In: Learning and Instruction. Band 14, Nr. 5, 2004, S. 445–451. doi:10.1016/j.learninstruc.2004.06.014
- S. Vosniadou: Capturing and modeling the process of conceptual change. In: Learning and instruction. Band 4, Nr. 1, 1994, S. 45–69.
- S. Vosniadou: Towards a revised cognitive psychology and new advances in learning and instruction. In: Learning and Instruction. Band 6, Nr. 2, 1996, S. 95–110. doi:10.1016/0959-4752(96)00008-4
- S. Vosniadou: Analogical reasoning in cognitive development. In: Metaphor and Symbol. Band 10, Nr. 4, 1995, S. 297–308. doi:10.1207/s15327868ms1004_4
- S. Vosniadou, W. F. Brewer: Mental models of the day/night cycle. In: Cognitive Science. Band 18, Nr. 1, 1994, S. 123–183. doi:10.1207/s15516709cog1801_4
- S. Vosniadou, W. F. Brewer: Mental models of the earth: A study of conceptual change in childhood. In: Cognitive Psychology. Band 24, Nr. 4, 1992, S. 535–585.
- S. Vosniadou, A. Ortony (Hrsg.): Similarity and analogical reasoning. Cambridge University Press, Cambridge, MA 1989. doi:10.1017/CBO9780511529863
- S. Vosniadou, W. F. Brewer: Theories of knowledge restructuring in development. In: Review of Educational Research. Band 57, Nr. 1, 1987, S. 51–67.

## Belege
1. 1 2  Lebenslauf von Stella Vosniadou auf der Website der Flinders University. Abgerufen am 10. Dezember 2024 (englisch).
2. ↑  Stella Vosniadou. Flinders University, abgerufen am 10. Dezember 2024 (englisch).
3. ↑  Stella Vosniadou. Abgerufen am 10. Dezember 2024 (englisch).
4. ↑  Stella Vosniadou. Academy of Europe, abgerufen am 10. Dezember 2024 (englisch).
5. ↑  Στέλλα Βοσνιάδου. Academy of Cyprus, abgerufen am 10. Dezember 2024 (gr).
6. ↑  Fellows of the Cognitive Science Society. Abgerufen am 10. Dezember 2024 (englisch).
7. ↑  AERA Honors 2012 Fellows for Outstanding Education Research. Abgerufen am 10. Dezember 2024 (englisch).
8. ↑  Stella Vosniadou. Abgerufen am 10. Dezember 2024 (englisch).

| Personendaten    | Personendaten                                 |
| ---------------- | --------------------------------------------- |
| NAME             | Vosniadou, Stella                             |
| ALTERNATIVNAMEN  | Βοσνιάδου, Στέλλα (griechisch)                |
| KURZBESCHREIBUNG | griechische Psychologin und Hochschullehrerin |
| GEBURTSDATUM     | 1946                                          |